# Затишное (Юрьевский район)
Затишное (укр. Затишне) — село,
Жемчужненский сельский совет,
Юрьевский район,
Днепропетровская область,
Украина.
Код КОАТУУ — 1225981009. Население по переписи 2001 года составляло 19 человек .

## Географическое положение
Село Затишное находится у истоков реки Дубовая, которая через 6 км впадает в реку Малая Терновка.
На расстоянии в 3 км расположены сёла Дубовое и Орловское.
Река в этом месте пересыхает, на ней сделана большая запруда.

## История
- В 1786 году на плане генерального межевания Павлоградского уезда  Екатеринославской губернии, называлась деревня Дубовка.
- В 1859 году в списках населенных мест Екатеринославской  губернии, название было деревня Дубовая (Гасновка), при пруде Дубового оврага, с количеством жителей 55 человек в 8 дворах.